# Bill Gould
Bill Gould, all'anagrafe William David Gould (San Francisco, 24 aprile 1963), è un bassista statunitense.

## Biografia
Inizia a suonare il basso ai tempi della scuola superiore Loyola High School di Los Angeles, insieme coi tastieristi Roddy Bottum e Chuck Mosley. Nei primi anni ottanta si trasferisce a San Francisco per studiare musica e fare esperienze con vari gruppi musicali. Qui incontra il batterista Mike Bordin e il chitarrista Jim Martin. Successivamente forma i Faith No Man insieme con Bordin, il tastierista Wade Worthington e il chitarrista-cantante Mike Morris. Un anno dopo, Worthington viene sostituito da Bottum e il gruppo cambia nome in Faith No More.
A metà anni novanta inizia la sua esperienza come produttore artistico. Produce l'ultimo album dei Faith No More, Album of the Year e fonda la sua etichetta discografica Koolarrow Records, di cui è presidente.
Negli stessi anni inizia a suonare nel gruppo messicano Brujeria e come ospite per altri artisti, tra cui gli Shandi's Addiction (con Maynard Keenan, Brad Wilk e Tom Morello), i Fear Factory nell'album Transgression (2005), e Jello Biafra nell'album Audacity of Hype (2009).
Dal 2009, grazie alla riunione del gruppo, è nuovamente impegnato con i Faith No More.

## Discografia
Con Faith No More 
- 1985 - We Care a Lot
- 1987 - Introduce Yourself
- 1989 - The Real Thing
- 1992 - Angel Dust
- 1995 - King for a Day... Fool for a Lifetime
- 1997 - Album of the Year
- 2015 - Sol Invictus

 Con Brujeria 
- 1993 - Matando Güeros
- 1995 - Raza Odiada
- 2000 - Brujerizmo

 Con Jello Biafra 
- 2009 - Audacity of Hype